# Janusz Sławiński (filolog)
Janusz Sławiński (ur. 5 marca 1934 w Warszawie, zm. 1 listopada 2014 tamże) – polski teoretyk i historyk literatury, profesor nauk humanistycznych.
W 1951 rozpoczął studia na Wydziale Filologii Polskiej Uniwersytetu Warszawskiego, ukończył je w 1955 i podjął pracę w Katedrze Teorii Literatury, a następnie w Wyższej Szkole Pedagogicznej w Gdańsku oraz w Studium Nauczycielskim w Warszawie.
Od 1962 pracował w Instytucie Badań Literackich PAN, członek krajowy korespondent Wydziału I Filologicznego PAU, od 1991 r. do śmierci zasiadał w Radzie Fundacji na rzecz Nauki Polskiej, a w latach 1994–1997 i 2000–2003 kierował nią jako przewodniczący Rady. Członek Stowarzyszenia Pisarzy Polskich. W 1964 otrzymał stopień doktora nauk humanistycznych na podstawie rozprawy Koncepcja języka poetyckiego Awangardy Krakowskiej. Habilitował się w 1971 przedstawiając książkę Dzieło – język – tradycja. W 1972 został współzałożycielem, a następnie współredaktorem „Tekstów”, jak również „Kultury Niezależnej” i „Almanachu Humanistycznego”. W roku 1983 uzyskał tytuł profesora nauk humanistycznych.
23 sierpnia 1980 roku dołączył do apelu 64 uczonych, pisarzy i publicystów do władz komunistycznych o podjęcie dialogu ze strajkującymi robotnikami.
W 2007 roku Uniwersytet Łódzki i Katolicki Uniwersytet Lubelski przyznały mu tytuł doktora honoris causa w uznaniu jego dokonań naukowych i zasług na polu organizacji nauki.
W swoich badaniach posługiwał się m.in. metodami strukturalizmu.
Był żonaty z Aleksandrą Okopień-Sławińską.

## Wybrane publikacje książkowe
- Koncepcja języka poetyckiego awangardy krakowskiej (1965, doktorat)
- Zarys teorii literatury (współautor, 1962)
- Dzieło – język – tradycja (1974, rozprawa habilitacyjna)
- Słownik terminów literackich (współautor, 1976–1988–1998–2002–2008)
- Teksty i teksty (1990)
- Próby teoretycznoliterackie (1992)
- Przypadki poezji (2001)
- Miejsce interpretacji (2006)